# Zanskar (rivière)
Ne pas confondre avec la région indienne du Zanskar.
Le Zanskar (tibétain : ཟངས་དཀར, Wylie : zangs dkar་), « cuivre blanc » en tibétain, est un affluent de l'Indus formé par la confluence de deux rivières : le Tsarap, qui naît au pied du Bara-lacha La (4 650 m), et le Doda, qui naît au pied du Pensi La (4 400 m). Le Zanskar se jette dans l'Indus entre Leh et Nimu. 

## Géographie
Elle aussi référencée sur GeoNames en anglais : Zāskār River.
Sur la rive gauche de la rivière Zanskar, le monastère de Karsha se dresse dans un paysage lunaire. Cette contrée est une des plus arides et des plus froides de l'Himalaya. La mousson franchit rarement les barrières rocheuses qui la cernent à plus de 7 000 mètres et où les cols dépassent parfois 5 000 mètres. La rivière, qui est gelée durant l'hiver, est nommé pendant cette période par les autochtones « Tchadar ».